# Pierre-Jean Labarrière
Pour les articles homonymes, voir Labarrière.
Pierre-Jean Labarrière, né le 21 juin 1931 et mort le 12 juillet 2018, est un jésuite et philosophe français.

## Biographie
Pierre-Jean Labarrière naît le 21 juin 1931. Il entre dans la  Compagnie de Jésus en 1949 et est ordonné prêtre en 1963.
Docteur en philosophie de l'Université pontificale grégorienne, puis docteur d'État en philosophie (1980), il est professeur de philosophie à la faculté de philosophie du Centre Sèvres, avant d'enseigner également la philosophie à partir de 1983 à l'Institut catholique de Paris.
Il se reconnaît comme inspirateurs principaux hors-christianisme : Platon, Kant, et surtout Hegel.
Tout au long de sa vie, il a travaillé en collaboration avec Gwendoline Jarczyk, en particulier sur Maître Eckhart et Hegel.
Il est décédé le 12 juillet 2018.

### Auteur
- Dieu aujourd'hui : cheminement rationnel, décision de liberté, Paris, Desclée, 1977, 250 p. (ISBN 2-7189-0101-2, BNF 34589591)[7].
- Le Discours de l'altérité : une logique de l'expérience, Paris, Presses universitaires de France, coll. « Philosophie d'aujourd'hui » (no 24), 1983, 361 p. (ISBN 2-13-037602-9, BNF 34713608, lire en ligne)[8].
- Odes à la nuit, Paris, Saint-Germain-des-Prés, coll. « Les Visions vives » (no 3), 1984, 95 p. (ISBN 2-243-02510-8, BNF 34770723, lire en ligne).
- Les visages de Dieu, Paris, Desclée de Brouwer / Bellarmin, 1986, collection « Croire aujourd'hui », 112 p.  (ISBN 978-2220026022).
- Introduction à la lecture de la phénoménologie, Paris, Aubier, 1992, collection « Analyse et raison »  (ISBN 978-2700701487).
- Structures et mouvement dialectique dans la "Phénoménologie de l'esprit" de Hegel, Paris, Aubier, 1992, collection « Analyse et raison »  (ISBN 978-2700703894).
- L'unité plurielle : Éloge, Paris, Aubier, 1992, collection « Présence et pensée », 188 p.  (ISBN 978-2700700084).
- De la Europa caronlongia a la era de Dante, Madrid, Ediciones Akal, 1997, collection « Historia del pensamiento y la cultura », 64 p.  (ISBN 978-8446007883).
- Poïétique : Quand l'utopie se fait histoire, Paris, Presses Universitaires de France, 1998, collection « Philosophie d'aujourd'hui », 336 p.  (ISBN 978-2130491088).
- Croire et comprendre : Approche philosophique de l'expérience chrétienne, Paris, Cerf, 1999, collection « Philo », 195 p.  (ISBN 978-2204060936).
- L'utopie logique, Paris, L'Harmattan, 2000  (ISBN 978-2738416391).
- Au fondement de l'éthique : autostance et relation, Paris, Éditions Kimé, 2004, collection « Philosophie en cours », 106 p.  (ISBN 978-2841743483).
- Un silence d'environ une demi-heure, Librairie-Galerie Racine, Paris, 2006, 192 p. Ultime ouvrage  (ISBN 978-2-243-04206-1).

### Co-auteur
- Hegeliana, co-auteur avec Gwendoline Jarczyk, Paris, Presses Universitaires de France, 1986, collection « Philosophie d'aujourd'hui », 368 p.  (ISBN 978-2130396659).
- Le syllogisme du pouvoir : y a-t-il une démocratie hégélienne ? , co-auteur avec Gwendoline Jarczyk, Paris, Aubier, 1992, Collection « Bibliothèque philosophique », 362 p.  (ISBN 978-2700734720).
- Maître Eckhart ou l'empreinte du désert, co-auteur avec Gwendoline Jarczyk, Paris, Albin Michel, 1995, Collection « Spiritualités vivantes », 262 p.  (ISBN 978-2226079190)[5]. Format Kindle, 2013 (ASIN B00GWMCXIW).
- De Kojève à Hegel : 150 ans de pensée hégélienne, co-auteur avec Gwendoline Jarczyk, Paris, Albin Michel, 1996, Collection « Bibliothèque Albin Michel Idées », 272 p.  (ISBN 978-2226078667). Format Kindle, 2013 (ASIN B00JE6S620).
- Philosophie, poésie, mystique, co-auteur avec Jean Greisch, Paris, Éditions Beauchesne, 1999, collection « Philosophie », 198 p.  (ISBN 978-2701013954).
- Le vocabulaire de Maître Eckhart, co-auteur avec Gwendoline Jarczyk, Paris, Ellipses, 2001, Collection « Vocabulaire de », 64 p.  (ISBN 978-2729804589). Réédition 2016  (ISBN 978-2340010819).
- Le retour du Christ, co-auteur avec Armand Abécassis, Charles Perrot, Bernard Sesboüé, Jean Séguy, Bruxelles, Publications des Facultés universitaires Saint-Louis, 2002, 191 p.  (ISBN 978-2802800323).
- L'anneau immobile : Regards croisés sur Maître Eckhart, co-auteur avec Secundo Bongiovanni, Gwendoline Jarczyk, Benoît Vermander, Paris, Éditions des Facultés jésuites de Paris, 2005, 135 p.  (ISBN 978-2848470054).
- Hegel et la philosophie africaine : une lecture interprétative de la dialectique hégélienne, co-auteur avec Médéwalé-Jacob Agossou, Paris, Kartala, collection « Tropiques », 276 p.  (ISBN 978-2845866089).
- Contribution à la lecture commentée, Olivier Tinland, Bernard Bourgeois (dir.), La phénoménologie de Hegel à plusieurs voix, Ellipses marketing, 2008, collection « Philo », 304 p.  (ISBN 978-2729836313).
- Hegel, Science de la logique : la doctrine du concept : index des matières, Paris, éditions Kimé, 2015, collection  « Logique hégélienne », 517 p.  (ISBN 978-2841747061).

### Co-traducteur
- G.W.F. Hegel, Phénoménologie de l'esprit, co-traducteur avec Gwendoline Jarczyk, Paris, Gallimard, 1ère édition 1993, collection  « Bibliothèque de philosophie », 928 p.  (ISBN 978-2070728817), réédition en 2002, coll. « Folio essais », 799 p.  (ISBN 978-2070421176).
- Maître Eckhart, L'étincelle de l'âme : sermons I à XXXe, co-traducteur avec Gwendoline Jarczyk, Paris, Albin Michel, 1998, collection  « Spiritualité vivante », 323 p.  (ISBN 978-2226100818). Version Kindle, 2013 (ASIN B00GWMD1QA).
- Maître Eckhart, Dieu au-delà de Dieu : sermons XXXI à LX, co-traducteur avec Gwendoline Jarczyk, Paris, Albin Michel, 1999, collection  « Spiritualité vivante », 257 p.  (ISBN 978-2226107282). Version Kindle, 2013 (ASIN B00GWFBM7M).
- Maître Eckhart, Le château de l'âme, co-traducteur avec Gwendoline Jarczyk, Paris, Desclée de Brouwer, 1995, collection  « Les carnets », 87 p.  (ISBN 978-2220037011).
- Maître Eckhart, Et ce néant était Dieu... Sermons LXI à XC, co-traducteur avec Gwendoline Jarczyk, Paris, Albin Michel, 2000, collection  « Spiritualité vivante », 260 p.  (ISBN 978-2226116444). Version Kindle, 2016 (ASIN B00I8IMG62).
- Maître Eckhart, Sermons, co-traducteur avec Gwendoline Jarczyk, Paris, Albin Michel, 2009, collection  « Spiritualité vivante », 792 p.  (ISBN 978-2226191021). Version Kindle, 2009 (ASIN B01B99MDHS).
- Maître Eckhart, Les traités et le poème'', co-traducteur avec Gwendoline Jarczyk, Paris, Albin Michel, 2011, collection  « Spiritualités vivantes », 240 p.  (ISBN 978-2226220486). Version Kindle, 2013 (ASIN B00HCOVYYI).
- G.W.F. Hegel, Science de la logique : tome 1, La logique objective, premier livre : L'être (version de 1812), co-traducteur avec Gwendoline Jarczyk, Paris, éditions Kimé, 2006, collection  « Logique hégélienne », 413 p.  (ISBN 978-2841743872).
- G.W.F. Hegel, Science de la logique : tome 2, La logique subjective ou la doctrine du concept, co-traducteur avec Gwendoline Jarczyk, Paris, éditions Kimé, 2e édition en 2014, collection  « Logique hégélienne », 420 p.  (ISBN 978-2841746835).

### Préfacier, postfacier
- Gwendoline Jarczyk, Le concept dans son ambiguïté : la manifestation du sensible chez Hegel, postface , Paris, éditions Kimé, 2006, collection « Logique hégélienne », 308 p.  (ISBN 978-2841743858).
- Gwendoline Jarczyk, Le Négatif ou l'écriture de l'autre dans la logique de Hegel, postface de Pierre-Jean Labarrière, Ellipses (collection " Philo "), Paris 1999.
- Gwendoline Jarczyk, Au confluent de la mort. L'univers et le singulier dans la philosophie de Hegel, postface de Pierre-Jean Labarrière, éditions Ellipses (collection " Philo "), Paris 2002.
- Gwendoline Jarczyk, La réflexion spéculative. Le retour et la perte dans la pensée de Hegel, postface de Pierre-Jean Labarrière, éditions Kimé (collection " Philosophie-épistémologie "), Paris, 2004.
- Gwendoline Jarczyk, Le concept dans son ambiguïté. La manifestation du sensible chez Hegel, postface Pierre-Jean Labarrière, éditions Kimé (collection " Logique hégélienne ") Paris, 2006.